# Surface utile brute locative
Pour les articles homonymes, voir Surface.
La Surface Utile Brute Locative (ou SUBL) est égale à la Surface Hors Œuvre Nette (ou SHON) moins les éléments structuraux (poteaux, murs intérieurs, refends, etc.), les locaux techniques hors combles et sous-sols (chauffage, ventilation, poste EDF, commutateur téléphonique) et les parties communes non exclusivement réservées à l'usage d'un locataire ou d'un copropriétaire. 
On estime que la SUBL est de l'ordre de 85 % de la SHON pour les locaux d'habitation et de 92 à 93 % pour les bureaux.
Depuis le 1er mars 2012, les notions de SHOB et SHON sont remplacées par la notion de SDP.